# James Wilson (político)
James Wilson (14 de septiembre de 1742 — 21 de agosto de 1798), fue uno de los cincuenta y seis firmantes de la Declaración de Independencia de los Estados Unidos el 4 de julio de 1776. Sus conocimientos sobre gobernación eran tales que a menudo es considerado como el más erudito de los Padres Fundadores de los Estados Unidos. 
Elegido dos veces al Congreso Continental, fue uno de los seis primeros jueces nombrados por George Washington para la Corte Suprema de los Estados Unidos en 1789.
- Datos: Q365181
- Multimedia: James Wilson (judge) / Q365181